# Simpel

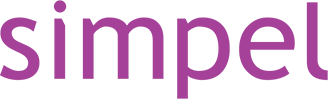
Logo van Simpel

Simpel is een Nederlandse aanbieder van sim-only-abonnementen voor mobiele telefonie. Simpel is gevestigd in Den Haag. Het maakt gebruik van het netwerk van Odido. Simpel is sinds 2007 actief en was vanaf 2014 een onafhankelijk merk. Op 1 december 2020 is het overgenomen door T-Mobile. Sinds 5 september 2023 is de nieuwe naam van het moederbedrijf van Simpel Odido.

## Geschiedenis
Sinds de oprichting werd gebruikgemaakt van het netwerk van KPN. Toen T-Mobile eind 2010 Simpel overnam, werden de klanten naar het netwerk van T-Mobile overgezet. Sinds de overname was Simpel een onderdeel van T-Mobile, maar opereerde het als apart bedrijf.
In augustus 2014 heeft Simpel zich met een managementbuy-out losgemaakt van T-Mobile en ging door als zelfstandig bedrijf. Simpel maakt nog steeds gebruik van de infrastructuur van T-Mobile.
In oktober 2020 werd bekend dat Simpel zou worden overgenomen door de Nederlandse tak van T-Mobile. T-Mobile is de derde grootste speler op de Nederlandse telecommarkt en Simpel volgt op geruime afstand als vierde speler. T-Mobile verwacht na de overname beter te kunnen concurreren met KPN en VodafoneZiggo. Simpel heeft ongeveer een miljoen klanten en telt zo'n 30 medewerkers. In 2019 behaalde Simpel een omzet van ruim € 110 miljoen en behaalde een EBITDA van € 23 miljoen. Het bedrijf is nog in handen van private-equity-investeerder Parcom Capital en oprichter Jasper de Rooij. Op 17 november 2020 gaf de toezichthouder de goedkeuring. Op 1 december 2020 is Simpel een onderdeel geworden van T-Mobile.

## Trivia
- Simpel was de hoofdsponsor van betaald-voetbalclubs FC Utrecht en Vitesse in het seizoen 2011/2012.